# Estadi Domingo Burgueño
L'Estadi Domingo Burgueño és un estadi de futbol de la ciutat de Maldonado, Uruguai.
Va ser inaugurat l'any 1994 i té una capacitat per a 22.000 espectadors. És la seu del club Deportivo Maldonado.
Va ser seu de la Copa Amèrica de futbol de 1995.